# Nokia 3220
El Nokia 3220 es un teléfono móvil CUIF lanzado el 26 de diciembre de 2004. Es una actualización del Nokia 3200. Con el 3220, el usuario puede crear sus propias carcasas. Aunque fueron eliminadas estas funcionalidades: el puerto de infrarrojos y la radio FM. Se añadieron otras nuevas, como luces parpadeantes rítmicamente (dos a cada lado del teléfono). Redacción sobre el aire (Wave messaging), marcado por voz y un grabador de vídeo. Al añadir una carcasa opcional, cuando se agita atrás y adelante el teléfono rápidamente, puede verse un mensaje luminoso de texto en mitad del aire. Puede añadírsele una radio FM mediante el uso del puerto de accesorios del teléfono. El 3220 tiene una pantalla en color de 16 bits (65.536 colores), lo que es una mejora con respecto a la pantalla del 3200, de 12 bits (4.096 colores). También se ha mejorado la cámara, cambiándola por una VGA con una resolución de 640x480, que además ofrece la posibilidad de grabar vídeos. Dejó de fabricarse entre mayo y junio de 2007, y dejó de venderse a fines de 2008.

## Versiones
- Nokia 3220b para América(arg) - incluye GSM 850/1800/1900 con GPRS y tecnología EDGE.
- Nokia 3220 para Europa y Asia - incluye GSM 900/1800/1900 con GPRS y tecnología EDGE.

## Características
- GPRS (Clase 10), EGPRS (Clase 6), HSCSD (Clase 6).
- Acceso a internet (WAP 2.0 – xHTML sobre TCP/IP).
- MMS con audioclip AMR y SMIL
- SIM ATK más recientes.
- Juegos Java MIDP 2.0 preinstalados (Survivor, Club Pinball, Dance Delight, Phantom Spider).
- Envía Mensajes Flash.
- Configuraciones OTA – nuevo gestor de dispositivo.
- MP3 (Reproducción solo en Versión 5.10) *#0000#
- Envío y recepción de correo electrónico.
- Gestión de derechos digitales – estándar OMA.
- Altavoz manos libres incorporado.
- Cámara VGA integrada – fotos con Enhanced Imagen Editor para enviar por MMS.
- Redacción sobre el aire (Wave Messaging).
- Cubierta funcional Xpress-On Fun Shell.
- Tonos de timbrado de hasta 16 voces.
- Menú específico del operador.
- Navegador xHTML – nuevo contenido en color.
- Papel de fondo.
- Protector de pantalla.
- Gráficos despertadores.
- Enchufe de cargador DCT.
- Conector Pop-Port.
- Teclado con tecla de navegación de 5 sentidos.
- La memoria del Nokia 3220 no supera los 2,5 MB, que ya están repletos de caricaturas de personajes animados que representa a Nokia Corporated "EMO", screensavers, Wallpapers y ringtones polifónicos.
- Imagen para contactos
- T9 para Escribir[2]

## Especificaciones
- Triple Banda GSM 900/1800/1900 (3220) y GSM 850/1800/1900
- Peso: 86 g
- Largo: 104,5 mm
- Ancho: 44,2 mm[2]